# Huta Stara (województwo podkarpackie)
Huta Stara – wieś w Polsce położona w województwie podkarpackim, w powiecie niżańskim, w gminie Harasiuki.
| SIMC    | Nazwa  | Rodzaj    |
| ------- | ------ | --------- |
| 0793510 | Majdan | część wsi |

W latach 1975–1998 miejscowość położona była w województwie tarnobrzeskim.
Wieś jest sołectwem w gminie Harasiuki. 
Wierni Kościoła rzymskokatolickiego należą do parafii Podwyższenia Krzyża Świętego w Hucie Krzeszowskiej.